# Франсоа Рене дьо Шатобриан
Франсоа-Рене, виконт дьо Шатобриан (на френски: François-René, vicomte de Chateaubriand) е виден френски писател, представител на френския романтизъм и политик.

## Биография
Франсоа-Рене дьо Шатобриан е роден в обедняло аристократично семейство в Сен Мало. Бащата на Шатобриан обаче успява да възвърне благоденствието на рода, търгувайки с колониите. Пристига в Париж през 1788 г., когато се сближава с Жан-Франсоа дьо ла Арп, Мари-Жозеф Жение и др.
Оженва се през 1792 г. за Селест дьо Ла Вин-Бюисон, но двамата нямат потомство.
Шатобриан подкрепя пламенно идеалите на ултрароялистите и сътрудничи в техния орган Conservateur.
През 1820 г. е един от пълномощниците на конгреса във Верона и спомага за приемането на решение за разгромяване на революцията в Испания, сломявайки съпротивата на Великобритания, наричана от Шатобриан Коварния Албион . След завръщането си е назначен за министър на външните работи.
След преврата от юли 1830 г., довел до либералната Юлска монархия, начело с Луи-Филип, Шатобриан се оттегля от политическия живот, но не приема епохата, настъпила след залеза на Втората реставрация.

## Творчество

### Основни произведения
- Есе за революциите (Essai sur le revolutions,1797)
- Атала (Atala, 1801)
- Рене (Rene, 1802)
- Геният на християнството (Genie du christianisme, 1802)
- Мъчениците (Les Martyrs, 1809)
- Пътуване от Париж за Йерусалим (Itineraire de Paris a Jerusalem, 1811)
- За Бонапарт и Бурбоните (De Buonaparte et des Bourbons, 1814)
- Спомени за живота и смъртта на дукът на Бери (Memoires sur la vie et la mort de duc de Berry, 1820)
- Приключенията на последният Абенсераж (Les Aventures du dernier Abencerage, 1826)
- Les Natchez,1827)
- Пътувания в Америка и Италия (Voyages en Amerique et en Italie, 1827)
- Исторически етюди (Etudes historiques, 1831)
- Есе за английската литература (Essai sur la literature anglaise, 1836)
- Животът на Рансе (Vie de Rance, 1844)
- Спомени от отвъдното (Mémoires d'outre-tombe, 1848)